# Francozi
Francozi so evropski narod, ki danes večinoma živi v Franciji. Njihovo število ocenjujejo na okoli 59 milijonov (ocena za julij 2000).
Govorijo francoščino.
Veliko Francozov živi med drugim v ZDA, Kanadi in celo na Irskem. Ker je bila nekoč Francija kolonialna sila, živijo Francozi tudi drugod po svetu, največ v Afriki.